# Karel Folber
Karel Folber (5. dubna 1874 – 12. března 1945) byl český a československý politik a senátor Národního shromáždění ČSR za Československou sociálně demokratickou stranu dělnickou.

## Biografie
Narodil se roku 1874. Pocházel z hornické rodiny z Rakovnicka.
Politicky aktivní byl již za Rakouska-Uherska. Ve volbách do Říšské rady roku 1907 se stal poslancem Říšské rady (celostátní parlament), kam byl zvolen za okrsek Čechy 051. Usedl do poslanecké frakce Klub českých sociálních demokratů. Ve vídeňském parlamentu setrval do konce funkčního období sněmovny, tedy do roku 1911.
V parlamentních volbách v roce 1920 získal senátorské křeslo v československém Národním shromáždění, kde zasedal do roku 1925. Profesí byl redaktorem časopisu Český vystěhovalec v Praze.
Trvale se angažoval v spolcích na podporu českých emigrantů. V květnu 1925 (kdy odhaloval v Lovosicích pamětní desku dělnického aktivisty Františka Veinera) je uváděn jako tajemník Sdružení československých spolků v zahraničí.
Žil ještě v roce 1934. Tehdy je uváděn jako ředitel Výrobního a nákupního družstva krejčí v Praze.